# Martha Minow

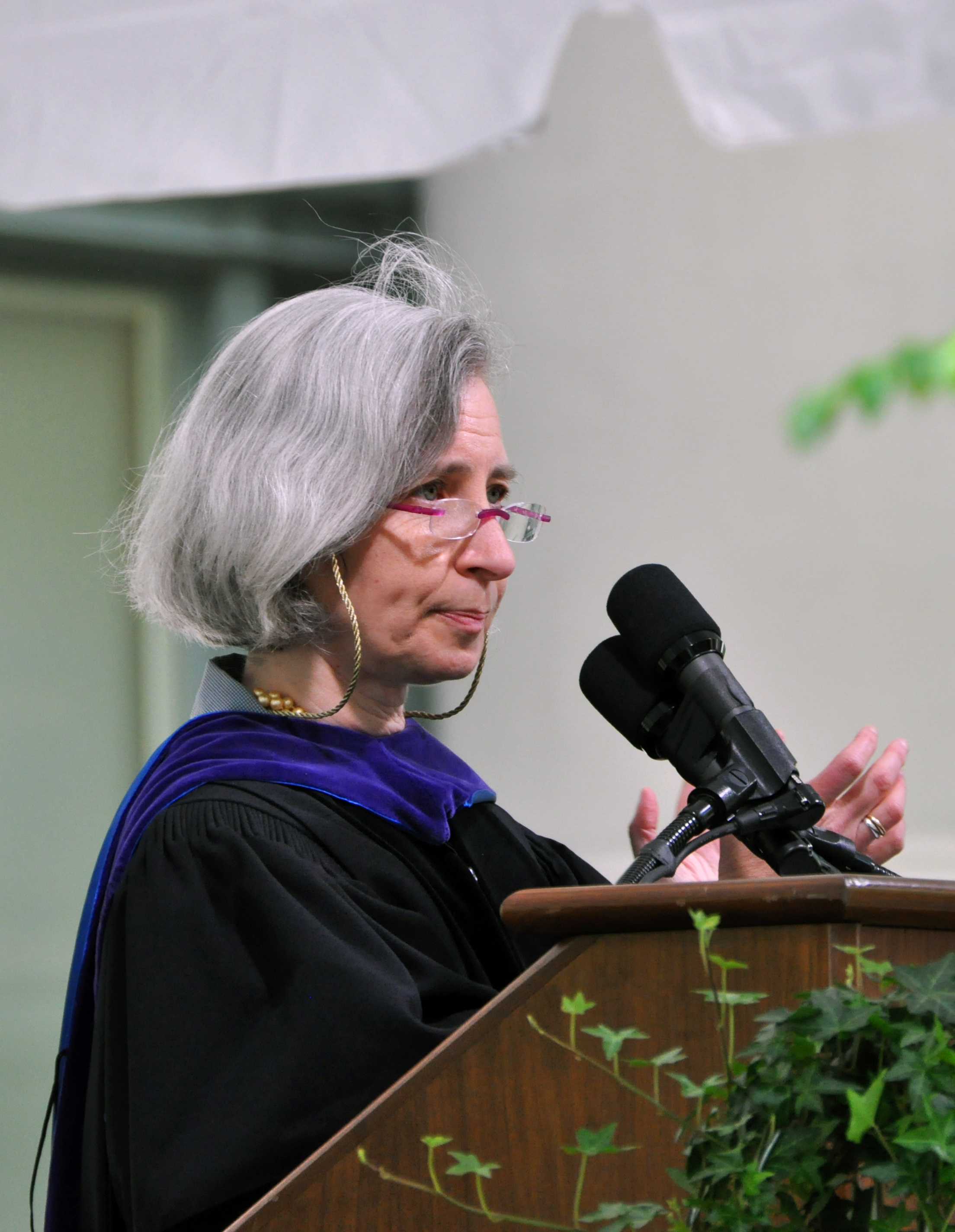
Martha Minow, em 2010.

Martha Louise Minow (Highland Park, 6 de dezembro de 1954) é a Three Hundredth Anniversary University Professor da Universidade Harvard. Ela atuou como decana da Harvard Law School entre 2009 e 2017 e, em 30 de junho de 2017, ela renunciou a esse cargo. Em 2018, ela assumiu o posto em que segue atualmente. Ela tem ensinado na Harvard Law School desde 1981. Minow foi uma das possíveis candidatas para substituir o juiz associado da Suprema Corte John Paul Stevens na época da aposentadoria dele.